# العلاقات الأسترالية الرواندية
العلاقات الأسترالية الرواندية هي العلاقات الثنائية التي تجمع بين أستراليا ورواندا.

## مقارنة بين البلدين
هذه مقارنة عامة ومرجعية للدولتين:
| وجه المقارنة                                              | أستراليا                                   | رواندا                                        |
| --------------------------------------------------------- | ------------------------------------------ | --------------------------------------------- |
| المساحة (كم2)                                             | 7.69 مليون                                 | 26.34 ألف                                     |
| عدد السكان (نسمة)                                         | 24.51 مليون                                | 12.21 مليون                                   |
| الكثافة السكانية (ن./كم²)                                 | 3.19                                       | 463.55                                        |
| العاصمة                                                   | كانبرا، ملبورن                             | كيغالي                                        |
| اللغة الرسمية                                             | لغة إنجليزية                               | اللغة الكينيارواندا، لغة إنجليزية، لغة فرنسية |
| العملة                                                    | دولار أسترالي، جنيه إسترليني، جنيه أسترالي | فرنك رواندي                                   |
| الناتج المحلي الإجمالي (بليون دولار)                      | 1.32 تريليون                               | 9.14 مليار                                    |
| الناتج المحلي الإجمالي (تعادل القوة الشرائية) بليون دولار | 1.10 تريليون                               | 20.46 مليار                                   |
| الناتج المحلي الإجمالي الاسمي للفرد دولار أمريكي          | 56.31 ألف                                  | 697                                           |
| الناتج المحلي الإجمالي للفرد دولار أمريكي                 | 45.92 ألف                                  | 1.66 ألف                                      |
| مؤشر التنمية البشرية                                      | 0.939                                      | 0.483                                         |
| رمز المكالمات الدولي                                      | +61                                        | +250                                          |
| رمز الإنترنت                                              | .au                                        | .rw                                           |
| المنطقة الزمنية                                           |                                            | ت ع م+02:00                                   |

## منظمات دولية مشتركة
يشترك البلدان في عضوية مجموعة من المنظمات الدولية، منها:
| علم المنظمة | اسم المنظمة                               | تاريخ انضمام أستراليا | تاريخ انضمام رواندا |
| ----------- | ----------------------------------------- | --------------------- | ------------------- |
|             | الاتحاد البريدي العالمي                   | ?                     | ?                   |
|             | يونسكو                                    | 4 نوفمبر 1946         | 7 نوفمبر 1962       |
|             | البنك الدولي للإنشاء والتعمير             | 5 أغسطس 1947          | 30 سبتمبر 1963      |
|             | منظمة التجارة العالمية                    | ?                     | ?                   |
|             | وكالة ضمان الاستثمار متعدد الأطراف        | 10 فبراير 1999        | 27 سبتمبر 2002      |
|             | دول الكومنولث                             | ?                     | ?                   |
|             | الاتحاد الدولي للاتصالات                  | 27 مايو 1878          | 12 ديسمبر 1962      |
|             | منظمة الشرطة الجنائية الدولية             | ?                     | ?                   |
|             | مؤسسة التمويل الدولية                     | 20 يوليو 1956         | 6 نوفمبر 1975       |
|             | الأمم المتحدة                             | 1 نوفمبر 1945         | 18 سبتمبر 1962      |
|             | مؤسسة التنمية الدولية                     | 24 سبتمبر 1960        | 30 سبتمبر 1963      |
|             | منظمة حظر الأسلحة الكيميائية              | ?                     | ?                   |
|             | المركز الدولي لتسوية المنازعات الاستشارية | 1 يونيو 1991          | 14 نوفمبر 1979      |

## وصلات خارجية
- موقع وزارة الخارجية الأسترالية
- موقع وزارة الخارجية الرواندية